# 博措雷勒
博措雷勒（法語：Botsorhel，法語發音：[bɔtsɔʁεl]）是法国菲尼斯泰尔省的一个市镇，位于该省东北部，属于莫尔莱区。

## 地理
博措雷勒（48°31'37"N, 3°38'29"W）面积25.64 平方千米，位于法国布列塔尼大區菲尼斯泰尔省，该省份为法国最西部的省份，位于布列塔尼半岛西部，北西南三面环大西洋，东临阿摩尔滨海省和莫尔比昂省。
与博措雷勒接壤的市镇（或旧市镇、城区）包括：普卢格拉斯、博拉泽克、盖尔莱斯坎、拉内阿努、普卢埃加特穆瓦桑、斯克里尼亚克、普卢伊尼欧。

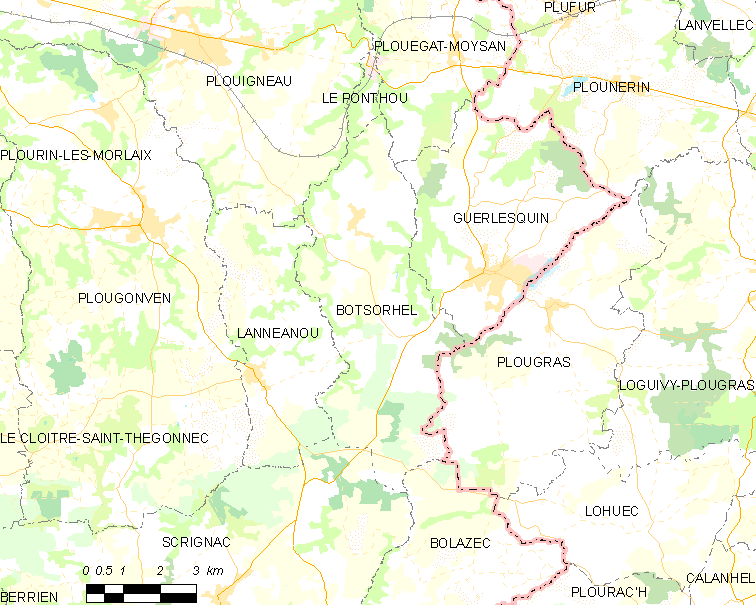
博措雷勒的OSM定位图

博措雷勒的时区为UTC+01:00、UTC+02:00（夏令时）。

## 行政
博措雷勒的邮政编码为29650，INSEE市镇编码为29014。

## 政治
博措雷勒所属的省级选区为普卢伊尼欧县。

## 人口

1962-2008年间博措雷勒人口变化图示

博措雷勒于2022年1月1日时的人口数量为428人。